# Лялін Ігор Миколайович
Ігор Миколайович Лялін (нар. 6 грудня 1960, Фрунзе, Киргизька РСР) — радянський та український футболіст, захисник та півзахисник.

## Життєпис
Вихованець фрунзенської ДЮСШ, перший тренер — М. Карабеджак. Розпочав дорослу кар'єру в складі фрунзенської «Алги», в сезоні 1979 року зіграв 37 матчів та відзначився одним голом у першій лізі, потім протягом чотирьох сезонів виступав за клуб у другій лізі. У 1979 році брав участь у футбольному турнірі Спартакіади народів СРСР у складі збірної Киргизької РСР.
З 1985 року виступав за сімферопольську «Таврію». Провів у команді чотири роки, зіграв понад 150 матчів у другій та першій лігах. Переможець зонального турніру другої ліги та чемпіон Української РСР 1985 і 1987 років. Півфіналіст Кубка СРСР 1986/87, виходив на поле в півфінальному матчі проти мінського «Динамо». У 1986 році грав у неофіційних матчах проти збірної СРСР за «Таврію» (0:0) та збірну Криму.
Після відходу з «Таврії» виступав у другій лізі за «Кривбас» і «Прикарпаття».
У 1991—1992 роках грав у Чехословаччині.
З 1992 року виступав у нижчих лігах України за «Фрунзенець»/«Динамо» (Саки), провів більше 140 матчів. У 1995—1996 роках був граючим головним тренером клубу.